# Universidade de Southern Cross
A Southern Cross University é uma universidade localizada no estado de Nova Gales do Sul, Austrália. Foi fundada em 1994.